# Camila Grey
Camila Grey (Camila Cristinna Gutiérrez) nació el 6 de enero de 1979. Ella es la bajista y tecladista de la banda Mellowdrone. También ha trabajado con artistas como Dr. Dre, Busta Rhymes, Tricky, Melissa Auf der Maur, Kelly Osbourne y Dhani Harrison (hijo del difunto ex Beatle George Harrison) Camila tocó los teclados en la banda de Adam Lambert en la gira "Glam Nation Tour". En 2007 creó la banda Uh Huh Her junto a Leisha Hailey.
Grey comenzó a tocar piano cuando era niña, y asistió a la escuela de música Suzuki. Más tarde asistió a Berklee College of Music, donde conoció a su compañero en la banda Mellowdrone, Jonathan Bates. Después de graduarse se mudó a Los Ángeles y Grey comenzó a trabajar como cantante de sesión. Su trabajo incluye la banda sonora de Something's Gotta Give, Dirty Dancing: Havana Nights, Catwoman y el programa de televisión Nip/Tuck.

## Uh Huh Her
Camila Grey es originaria de Austin, Texas. Después de una reunión en una fiesta, Grey comenzó a trabajar con Leisha Hailey (actriz de The L Word y exmiembro del grupo de los 90 The Murmurs) en las canciones que serían parte de su primer EP I See Red. El álbum fue grabado en la casa de Grey en Los Ángeles. Las voces fueron grabadas en el interior del baño.
En 2008, lanzaron un álbum titulado Common Reaction. En la primavera de 2011 lanzaron un segundo EP titulado Black and Blue . El mismo año salió su segundo disco, titulado Nocturnes.